# Peter Schiff
Peter Schiff (født 23. marts 1963 i New Haven, Connecticut) er en amerikansk forretningsmand og debattør. Han er direktør for investeringsfirmaet Euro Pacific Capital i Westport, Connecticut. Desuden er han grundlægger af og direktør for virksomheden SchiffGold, der handler med ædelmetaller, samt Investeringsbanken Euro Pacific Bank, som er en 100 % brøkreserve-bank (på engelsk 100 % reserve bank).
Peter Schiff er en kendt finansiel debattør i USA, hvor han normalt udtrykker et meget pessimistisk syn på USA's økonomi og den amerikanske dollar, men et optimistisk syn på udviklingen i forskellige råvarepriser og udenlandske aktiver. Han blev kendt i bredere kredse, da han korrekt forudsagde det kraftige fald i huspriserne i USA i 2005-07. Senere har Schiff fremsat en lang række andre, ofte dystre, forudsigelser om ikke mindst amerikansk økonomi, der imidlertid sjældent har vist sig at være korrekte. Han er en stor tilhænger af den såkaldte østrigske skole inden for økonomi, som han blev introduceret til af sin far Irwin. Han omtales som en libertariansk republikaner. I 2008 var han økonomisk rådgiver for den konservative republikaner Ron Paul under dennes forsøg på at blive nomineret som republikansk præsidentkandidat. I 2010 forsøgte Peter Schiff selv at blive nomineret som republikansk kandidat til Senatet i USA for Connecticut, men tabte primærvalget til Linda McMahon, som senere igen tabte ved selve senatsvalget til sin demokratiske modkandidat Richard Blumenthal.

## Baggrund
Peter Schiff blev født i New Haven, den næststørste by i Connecticut. Hans far var Irwin Schiff, en fremtrædende figur i den amerikanske skattenægterbevægelse, der bl.a. var kendt for talrige fængselsstraffe for skatteunddragelse. Peter studerede ved University of California, Berkeley, hvorfra han fik en bachelor-grad i finansiering og regnskab i 1987. Han påbegyndte derefter en karriere som børsmægler i firmaet Shearson Lehman Brothers. I 1996 overtog han sammen med en partner et inaktivt børsmæglerfirma og omdøbte det til Euro Pacific Capital. De havde først til huse i et lille kontor i Los Angeles, men siden har virksomheden bredt sig med hovedsæde i Westport i Connecticut og afdelinger i en række amerikanske delstater. Firmaet specialiserer sig i ikke-amerikanske markeder og værdipapirer.

## Forudsigelser
Efter at finanskrisen 2007-2008 blev en realitet, blev Peter Schiffs tidligere forudsigelse om faldet i de amerikanske huspriser genstand for meget opmærksomhed, især på internettet, som bl.a. youtube-videoen "Peter Schiff was right" er et eksempel på.
Schiff selv blev dermed også en kendt person, og siden har han hyppigt optrådt i flere amerikanske medier. Bl.a. har han været vært for en fast radioudsendelse The Peter Schiff Show. Schiff er siden fremkommet med en række andre forudsigelser, oftest af meget ildevarslende karakter, som dog i de fleste tilfælde har vist sig ikke at holde stik. I januar 2009 forudsagde han således, at dollaren ville tabe 40-50 % af sin værdi i 2010, og senere, at USA ville opleve hyperinflation, og at det amerikanske aktiemarked ville falde dybere i 2009, 2010 og 2011. Ingen af disse forudsigelser stemte dog med udviklingen - i stedet genvandt det amerikanske aktiemarked tabene fra de foregående år.

## Kritik
Bl.a. Nobelprismodtageren Paul Krugman har i sin blog hos New York Times flere gange nævnt Peter Schiffs fejlslagne forudsigelser, især om udviklingen i den amerikanske inflation, som tegn på, at Schiffs økonomiske tanker bygger på en grundlæggende forkert økonomisk model.

## Bøger
- Crash Proof: How to Profit from the Coming Economic Collapse, 2007, ISBN 978-0-470-04360-8
- The Little Book of Bull Moves in Bear Market, 2008, ISBN 978-0-470-38378-0